# Comunicado conjunto sino-estadounidense de 1979
El Comunicado Conjunto sobre el Establecimiento de Relaciones Diplomáticas, más conocido como comunicado conjunto sino-estadounidense del 1 de enero de 1979, estableció relaciones oficiales entre los Estados Unidos y la República Popular China (comúnmente llamada "China").

## Descripción
Su anuncio coincidió con el final del reconocimiento oficial de Estados Unidos de la República de China (ahora conocida comúnmente como Taiwán), que fue anunciado por el presidente Jimmy Carter en diciembre de 1978. Carter también anunció la retirada de todo el personal militar estadounidense de Taiwán y el fin del Tratado de Defensa Mutua sino-estadounidense firmado con Taipéi. Sin embargo, la Ley de Relaciones de Taiwán aprobada con el apoyo inequívoco del Congreso de los Estados Unidos (y firmada por la Administración Carter) poco después siguió brindando el marco legal como ley interna de los Estados Unidos para poder seguir manteniendo relaciones bilaterales no oficiales con la República de China mediante el Instituto Americano en Taiwán.
Más allá del reconocimiento formal, el comunicado reafirma los principios acordados en el Comunicado de Shanghái, publicado casi siete años antes.